# Tenupedunculus acutum
Tenupedunculus acutum là một loài chân đều trong họ Stenetriidae. Loài này được Vanhoeffen miêu tả khoa học năm 1914.